# NGC 5639B
NGC 5639B is een spiraalvormig sterrenstelsel in het sterrenbeeld Ossenhoeder. Het hemelobject werd op 15 mei 1830 ontdekt door de Britse astronoom John Herschel.

## Synoniemen
- PGC 1902505